# Giovanni K. Tuck

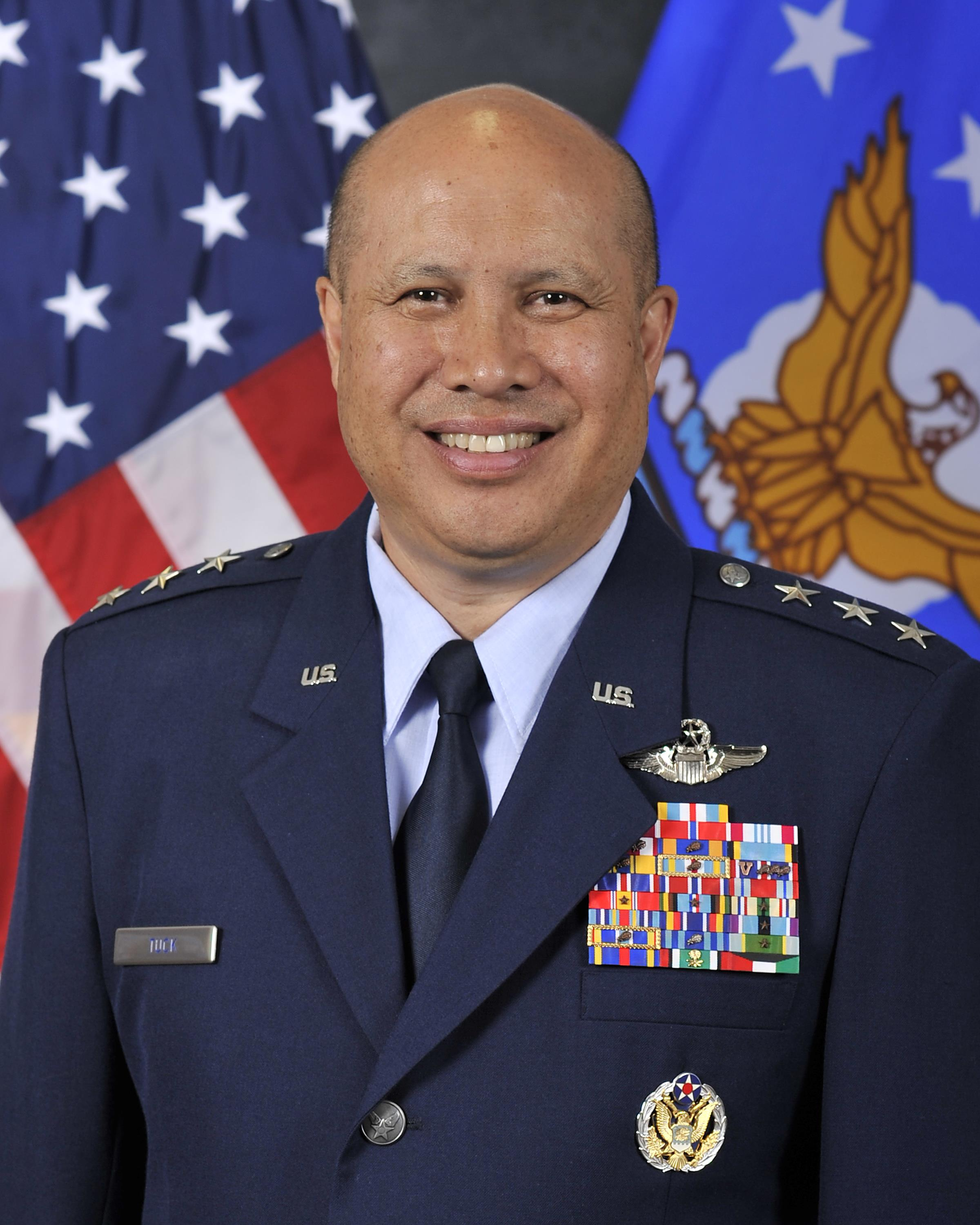
Giovanni K. Tuck (2017)

 Giovanni K. Tuck  (* um 1965) ist ein pensionierter Generalleutnant der United States Air Force. Er war unter anderem Kommandeur der 18. Luftflotte.
Über das ROTC-Programm der Southwest Texas State University gelangte er im Jahr 1987 in das Offizierskorps des United States Air Force. In dieser durchlief er anschließend alle Offiziersränge vom Leutnant bis zum Drei-Sterne General.
Im Lauf seiner militärischen Karriere absolvierte er verschiedene Kurse und Schulungen. Dazu gehörten unter anderem eine Ausbildung zum Kampfpiloten und weitere Fortbildungskurse als Pilot von neuen Flugzeugtypen; die Squadron Officer School auf der Maxwell Air Force Base in Alabama; das Naval War College in Newport in Rhode Island; das Air War College über einen Fernkurs und das National War College in Fort Lesley J. McNair in Washington, D.C. Außerdem erhielt er akademische Grade von der Webster University, der George Washington University und der Harvard Kennedy School.
In seinen frühen Jahren als Offizier der Luftwaffe war er an verschiedenen Stützpunkten in den Vereinigten Staaten stationiert. Dabei war er als Pilot, Flugausbilder oder Stabsoffizier bei unterschiedlichen Einheiten tätig. Dazwischen absolvierte er die erwähnten Schulungen. Als Stabsoffizier war er unter anderem im Hauptquartier der Joint Chiefs of Staff tätig.
Zwischen August 2003 und Juli 2005 kommandierte Tuck als Oberstleutnant auf der Grand Forks Air Force Base in North Dakota die 905. Luftbetankungsschwadron (905th Air Refueling Squadron). Es folgte eine Versetzung zur Scott Air Force Base in Illinois. Dort gehörte er bis zum Juli 2006 dem Stab des Air Mobility Commands (AMC) an. Nach seinem anschließenden Studium am National War College, das er im Juni 2007 erfolgreich abschloss, wurde Giovanni Tuck auf die Travis Air Force Base in Kalifornien versetzt. Dort war er bis zum Juni 2008 stellvertretender Kommandeur des 60. Luftgeschwaders (60th Air Mobility Wing).
Sein nächster Auftrag führte in nach Hawaii. Auf der dortigen Hickham Air Force Base kommandierte er zwischen Juni 2008 und Mai 2010 das 15. Transportgeschwader (15th Airlift Wing). Danach wurde er zum Stab des Hauptquartiers der Luftwaffe versetzt. Dort gehörte er bis zum Juni 2011 dem Stab des Vice Chief of Staff of the Air Force an.
Daran schloss sich eine Verlegung in den Nahen Osten an. Giovanni Tuck erhielt das Kommando über das dort stationierte 379. Expeditionsgeschwader (379th Air Expeditionary Wing). Diese Tätigkeit übte er zwischen Juni 2011 und Juni 2012 aus. Dabei war er in militärische Aktionen im Rahmen des Kriegs in Afghanistan und der Kämpfe im Irak eingebunden. Nach seiner Heimkehr in die Vereinigten Staaten wurde Giovanni Tuck zum Fort Belvoir in Virginia versetzt. Dort übernahm er das Kommando über die Defense Logistics Agency, das er bis zum Juni 2014 bekleidete. Danach gehörte er bis zum Mai 2015 erneut dem Stab des Hauptquartiers der Air Force an, wo er innerhalb der Stabsabteilung für Operationen die Unterabteilung für Operations and Readiness leitete.
Daran schloss sich eine Rückkehr zur Scott AFB in Illinois an. Zwischen Mai 2015 und Mai 2017 leitete er dort die Stabsabteilung für Operationen und Planungen beim United States Transportation Command. Im Juni 2017 übernahm er ebenfalls auf der Scott AFB, als Nachfolger von Samuel D. Cox das Kommando über die 18. Luftflotte. Dieses Amt bekleidete er bis zum Juli 2018, als er von Sam C. Barrett abgelöst wurde. Danach wurde Giovanni Tuck erneut zum Joint Chief of Staff versetzt. Dort leitete er bis zu seiner Pensionierung im Jahr 2020 dessen Stabsabteilung für Logistik (J4).
Während seiner aktiven Zeit als Militärpilot absolvierte Giovanni Tuck über 4800 Flugstunden auf verschiedenen Flugzeugtypen.

## Daten der Beförderungen
| Abzeichen | Rang               | Jahr              |
| --------- | ------------------ | ----------------- |
|           | Second Lieutenant  | 27. Mai 1987      |
|           | First Lieutenant   | 27. Mai 1989      |
|           | Captain            | 27. Mai 1991      |
|           | Major              | 1. März 1999      |
|           | Lieutenant Colonel | 1. Februar 2003   |
|           | Colonel            | 1. Januar 2007    |
|           | Brigadier General  | 18. November 2011 |
|           | Major General      | 24. Juli 2015     |
|           | Lieutenant General | 1. Juni 2017      |

## Orden und Auszeichnungen
Giovanni Tuck erhielt im Lauf seiner militärischen Laufbahn unter anderem folgende Auszeichnungen:
- Defense Distinguished Service Medal
- Defense Superior Service Medal
- Legion of Merit
- Bronze Star Medal
- Defense Meritorious Service Medal
- Joint Meritorious Unit Award
- Air Force Meritorious Service Medal
- Air Medal
- Aerial Achievement Medal
- Air Force Commendation Medal
- Air Force Meritorious Unit Award
- Air Force Outstanding Unit Award
- Air Force Organizational Excellence Award
- Combat Readiness Medal
- National Defense Service Medal
- Armed Forces Expeditionary Medal
- Southwest Asia Service Medal